# 富山市立長岡小学校
富山市立長岡小学校（とやましりつ ながおかしょうがっこう）は富山県富山市にある公立小学校。

## 沿革
個別に出典が提示されていない箇所の出典→。
- 1890年4月22日 - 簡易科長岡小学校設置。
- 1892年10月1日 - 長岡尋常小学校と改称。
- 1924年4月1日 - 長岡尋常高等小学校と改称。
- 1941年4月1日 - 長岡国民学校と改称。
- 1947年4月1日 - 長岡小学校と改称。
- 1953年9月22日 - 校舎改築第1期工事落成。
- 1954年3月1日 - 呉羽町立長岡小学校と改称。
- 1955年
  - 12月6日 - 校舎改築第2期工事落成。
  - 12月7日 - 校歌制定。
- 1958年1月21日 - 完全給食を実施（A型）。
- 1959年12月5日 - 体育館落成。
- 1964年12月4日 - 給食室、用務員室、宿直室落成。
- 1965年
  - 4月1日 - 合併により富山市立長岡小学校と改称。
  - 11月20日 - 体育館ステージ落成。
- 1967年11月1日 - 運動場拡張工事完成。
- 1968年3月4日 - 音楽室、家庭、礼法室落成。
- 1975年
  - 3月10日 - 交通公園完成。
  - 8月20日 - プール竣工。

## 通学区域
北代1区～6区、北代新、北代藤ヶ丘、長岡、長岡新、八ヶ山

## 進学先
- 富山市立呉羽中学校